# Société astronomique de France

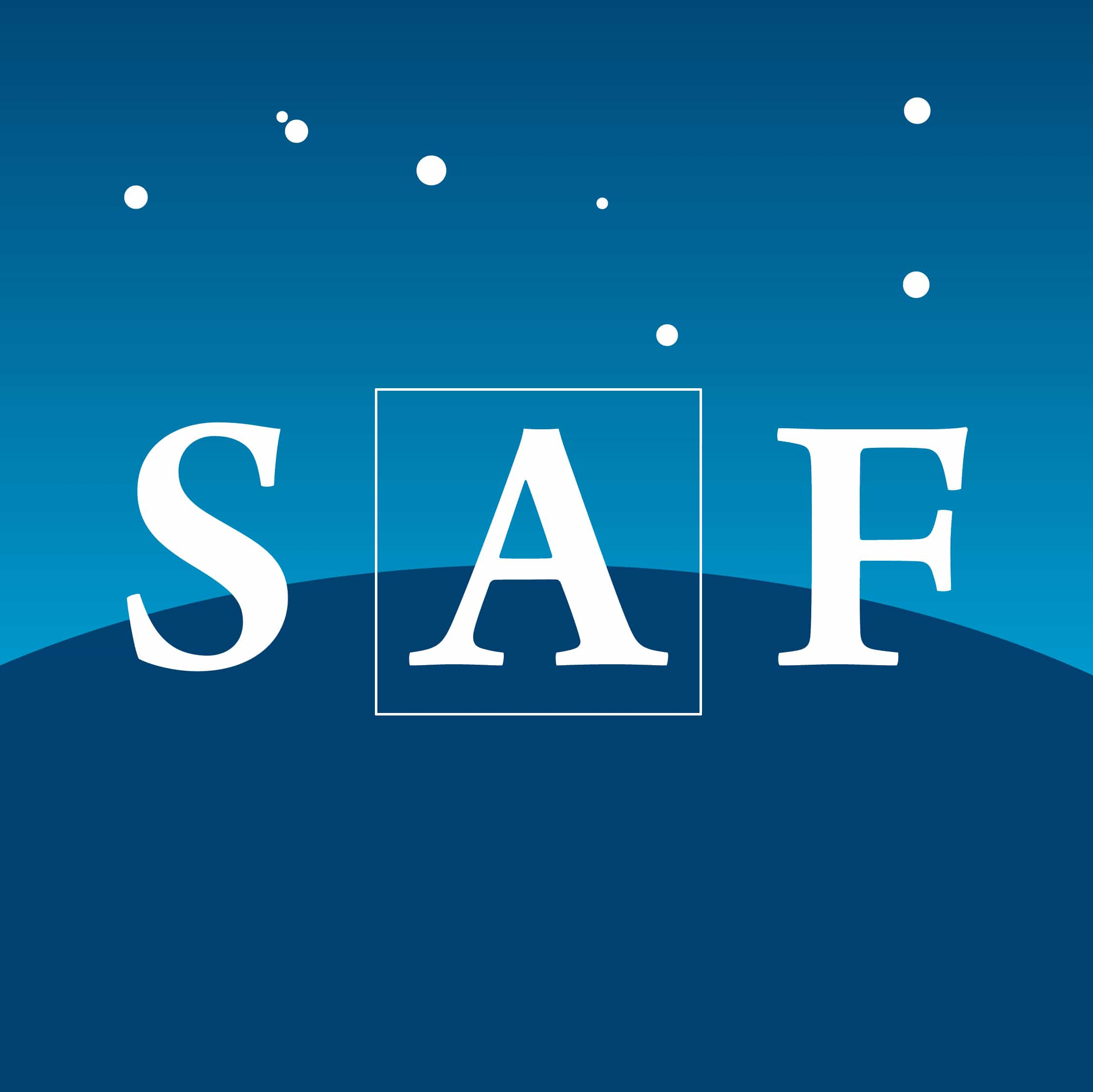
Société astronomique de France

De Société astronomique de France (SAF) is een Franse non-profit vereniging volgens de Franse wet van 1 juli 1901. De vereniging is in 1887 opgericht door Camille Flammarion, en heeft als doel de ontwikkeling en het beoefenen van de astronomie te bevorderen. Sedert 4 april 1897 is SAF erkend als een instelling van openbaar nut. Het hoofdkantoor van SAF is gevestigd in Parijs.
De vereniging publiceert het magazine L’Astronomie, en reikte verschillende prijzen uit voor wetenschappelijk werk in de astronomie en de astrofysica. Binnen de vereniging zijn diverse themacommissies actief, onder meer over kometen, meteoren, de zon, planeten en radio-astronomie.
De planetoïde (4162) SAF is in 1940 vernoemd naar de « Société astronomique de France » (SAF).